# Bloščica
Bloščica je potok (v zgornjem delu ga imenujejo tudi Blatnica), ki teče na planoti Bloke. Je ponikalnica s približno 25 km² velikim porečjem in je največja površinska voda Bloške planote.

## Tok
Povir sestavlja več manjših potočkov, ki izvirajo na dolomitnem, nepropustnem svetu med Zakrajem in Runarskim. Zaradi majhnega padca dela meandre po dolomitni podlagi najpre 6 km v smeri severozahod, blizu Sv. Miklavža pa rečica obrne proti jugu. Tu jo od niže ležeče Cerkenščice loči le 10 m visok in okoli 200 m širok hrbet. Pri Velikih Blokah struga doseže jurske apnence in potok začne ponikati. Pri nizki vodi ponikne v ponore pod Velikimi Blokami, pri visoki vodi pa Bloščica nadaljuje površinski tok po sicer suhi strugi mimo Nove vasi do Fare, kjer dokončno izgine v številnih luknjah.
Z barvanjem so ugotovili, da od ponorov voda teče podzemeljsko proti Križni jami in v izvire Žerovniščice in v Štebrški obrh na vzhodnem robu Cerkniškega polja.

## Močvirja
V dolini Bloščice so ob povirju številna manjša močvirja, ki včasih prehajajo v nizka barja in mokrotne travnike z redkimi ali ogroženimi rastlinskimi vrstami.

## Posebnosti
- Pod cerkvijo Sv. Miklavža pri Ulaki je izvir Mežnarjev studenec za katerega je značilno spreminjanje količine vode v določenem času. Takšnim izvirom s spremenljivim pretokom pravimo zaganjalka. Voda narašča in upada v pravilnih, dvominutnih intervalih. Nihanje je težko opazovati, ker se gladina spreminja le za približno 1 cm. Tik pod izvirom je voda speljana v lesen žleb[1].
- največji znani kompleks mokrotnih travnikov in povirnih močvirij v Sloveniji
- potok z največjim koeficientom izvijuganosti v Sloveniji
- del sistema kraške Ljubljanice